# Sophia von Schleswig-Holstein-Gottorf

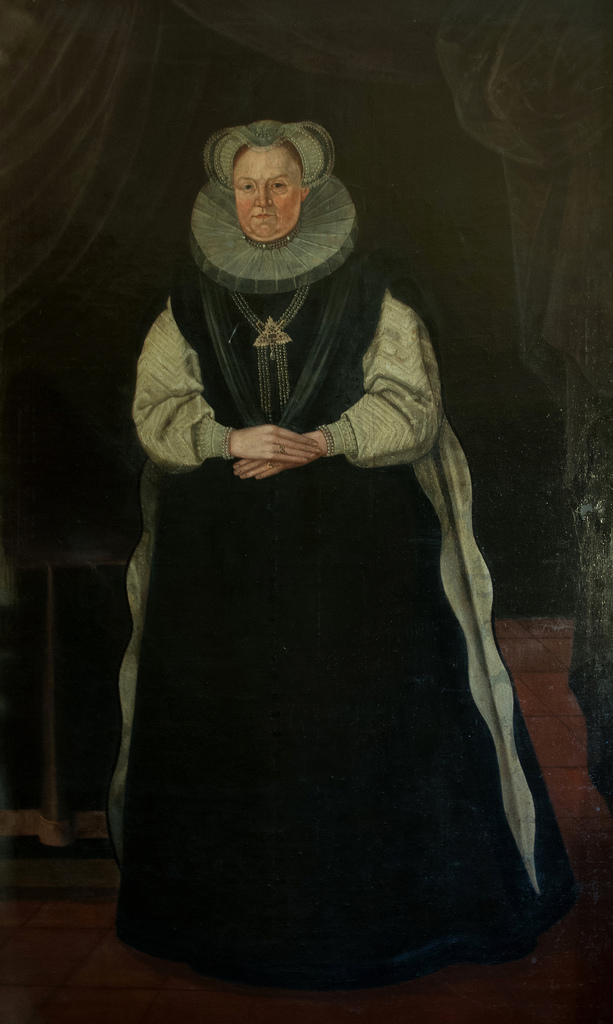
Herzogin Sophia von Mecklenburg-Schwerin

Sophia von Schleswig-Holstein-Gottorf, auch Sophie (* 31. Mai 1569 in Gottorf; † 14. November 1634 in Lübz), war von 1603 bis 1608 de facto Regentin des (Teil-)Herzogtums Mecklenburg-Schwerin.

## Leben
Sophia (in landeskundlicher Literatur über Mecklenburg durchweg Sophie) war die älteste Tochter des Herzog Adolf I. von Holstein-Gottorf und dessen Gemahlin Christine von Hessen. Sie heiratete am 17. Februar 1588 in Reinbek Herzog Johann VII. von Mecklenburg. Johann galt als schwacher Regent, der es nicht verstand, sein verschuldetes und korruptes Land zu regieren. Sophia lebte in nahezu ärmlichen Verhältnissen. Nachdem sich ihr Mann 1592 mit sieben Messerstichen erstach, übernahm zunächst Herzog Ulrich von Mecklenburg die Regentschaft. Sophia zog sich auf ihren Witwensitz in Lübz zurück, während das Land durch die Verwalter Herzog Ulrichs zusehends verfiel.
Sophia verwaltete die Ländereien ihres Wittums, die Ämter Rehna und Wittenburg, äußerst umsichtig, sparsam und sorgfältig. Nach dem Tod Herzog Ulrichs 1603 wurde Herzog Karl von Mecklenburg Regent im Schweriner Landesteil, der Sophia mit der Aufgabe betraute, das Erbe ihrer Söhne zu verwalten. Sie schritt tatkräftig gegen die Missstände der bisherigen Verwaltung ein. 1608 ließ Herzog Karl Sophias ältesten Sohn Adolf Friedrich I. 
vom Kaiser Rudolf II. für volljährig erklären. Sophias Söhne hatten sich schon einige Zeit von ihrer Mutter entfremdet und sorgten erneut für eine finanzielle Zerrüttung des Landeshaushalts, den die Mutter ansatzweise geordnet hatte.
Die Herzoginwitwe zog sich erneut nach Lübz zurück. Ihre Güter wurden von Wallenstein garantiert, auch wenn ihre Söhne 1628 nach der Reichsacht das Land verlassen mussten und erst im Mai 1631 nach Wallensteins Sturz mit Hilfe der schwedischen Truppen zurückkehrten. Aus Dank für ihre Rückkehr stiftete Sophia das später nach ihr benannte Witwen-Stift in Lübz.
Von Sophia stammen die beiden späteren großherzoglichen Linien Mecklenburg-Schwerin und Mecklenburg-Strelitz ab.
Herzogin Sophia wurde in der Stadtkirche von Lübz bestattet. Ihr Grabmal geht wohl auf Franz Julius Döteber und Daniel Werner zurück.

## Nachkommen
- Adolf Friedrich I., Herzog zu Mecklenburg [-Schwerin] von 1592 bis 1628, 1631–1658
- Johann Albrecht II., Herzog zu Mecklenburg [-Güstrow] von 1592 bis 1628, 1631–1636
- Anna Sophie (1591–1648)